# Осауленко Лариса Єфремівна
Осауленко Лариса Єфремівна (30 січня 1934 року — 21 жовтня 2008 року) — український географ, картограф, кандидат географічних наук, доцент Київського національного університету імені Тараса Шевченка.

## Біографія
Народилась 30 січня 1934 року в місті Ромни Сумської області. Закінчила в 1957 році Київський університет. У Київському університеті працювала у 1959—1999 рокахна кафедрі геодезії та картографії географічного факультету лаборантом, інженером, старшим інженером, доцентом. Кандидатська дисертація «Картографування водних ресурсів у комплексних атласах Української РСР» захищена у 1978 році. Читала лекції та проводила лабораторні роботи з дисциплін: «Проектування та складання карт», «Тематичні карти», «Атласне картографування», «Картографічне креслення та оформлення карт».

## Наукові праці
Сфера наукових досліджень: комплексне й тематичне картографування території України. Брала участь у створенні атласів: Бориспільського району, Київської області у 1962 році, «Природные условия и естественные ресурсы Украинской ССР» у 1978 році, Історико-географічного атласу Києва та шкільно-краєзнавчого атласу Черкаської області. Автор понад 50 наукових праць, 3 підручників. Основні праці:
1. (рос.) Картографическое черчение и оформление карт. — К., 1986 (в сооавторстве).
2. Картографія. — К., 1999, 2000 (у співавторстві).